# Scaphytopius oregonensis
Scaphytopius oregonensis är en insektsart som beskrevs av Baker 1900. Scaphytopius oregonensis ingår i släktet Scaphytopius och familjen dvärgstritar. Inga underarter finns listade i Catalogue of Life.